# Keysville (Geórgia)
Keysville é uma cidade  localizada no estado americano de Geórgia, no Condado de Burke e Condado de Jefferson.

## Demografia
Segundo o censo americano de 2000, a sua população era de 180 habitantes.
Em 2006, foi estimada uma população de 246, um aumento de 66 (36.7%).

## Geografia
De acordo com o United States Census Bureau tem uma área de 3,9 km², dos quais 3,9 km² cobertos por terra e 0,0 km² cobertos por água. Keysville localiza-se a aproximadamente 103 m acima do nível do mar.

## Localidades na vizinhança
O diagrama seguinte representa as localidades num raio de 24 km ao redor de Keysville.